# Ящерицы (фильм, 1963)
«Ящерицы» (итал. I basilischi) — дебютный фильм, снятый итальянским режиссёром Линой Вертмюллер в 1963 году. На данной картине отразилось влияние Федерико Феллини, с которым до этого работала Лина Вертмюллер.

## Сюжет
Крошечная провинция на юге Италии выступает как укрытие от внешнего мира и обязанностей, укрытие для молодых людей, которые выросли в лени без каких-либо целей в жизни. Франческо, Серхио и Антонио — три друга, живущие в типичной маленькой деревне Минервино-Морге, расположенной между Апулией и Базиликатой. У них нет денег, работы и каких-либо перспектив. При этом они ведут праздный образ жизни. Однажды одному из юношей выпадает хороший шанс выбраться из этого маленького мира — богатая тетя из Рима забирает Антонио для поступления в столичный университет. Но молодой человек оказывается не в состоянии отказаться от прошлой жизни, своего привычного образа жизни и возвращается обратно, прочно укоренившись в родных местах.

## В ролях
- Антонио Петруцци — Тони
- Стефано Сатта Флорес — Франческо
- Серджио Феррарино — Серджио
- Луиджи Барбиери — отец Антонио
- Флора Карабелла[англ.] — Лучиана Бонфати
- Миммина Квирико — тетя Антонио

## Награды и номинации
За этот фильм режиссёр получила «Серебряный парус» на Кинофестиваль в Локарно в 1963 году, а позднее награды в Лондоне и Таормине.